# José Nucete Sardi
José Vicente Nucete Sardi (Mérida, Estado Mérida, Venezuela, 4 de agosto de 1897 - Caracas, Distrito Federal, Venezuela, 12 de noviembre de 1972) fue un historiador, periodista y diplomático venezolano.

## Biografía
Hijo de Diego Nucete Guerrero y de Josefa Sardi, ambos descendientes de italianos immigrados en Merida a finales del siglo XIX.
Contrajo matrimonio con Julia Salas Ruiz, hija del intelectual merideño Julio César Salas, con quien tuvo cuatro hijas. Realizó sus estudios de educación media y universitaria en la ciudad de Mérida, en la Universidad de Los Andes (ULA), graduándose en la especialidad de Filosofía y Letras en 1914. 
Posteriormente estudió en las universidades de Ginebra, Suiza, y Bruselas, Bélgica, y atendió cursos libres en la Universidad de Columbia, Estados Unidos. 
Nucete Sardi realizó su labor periodística iniciándose como redactor del diario El Universal entre 1922 y 1936. Fue además director de «El Relator» (1927) y luego director de la Revista Nacional de Cultura (1940-1944), así como del semanario político-literario «Diagonal». Colaborador de El Nacional desde su fundación en 1943, así como de su Papel Literario. De Cultura Universitaria, de la revista Elite y de muchas otras publicaciones periódicas. Obtuvo numerosas distinciones y premios literarios, entre otros, recibió el importantísimo Premio La Raza otorgado por la Real Academia de la Lengua Española en 1940.

### Carrera política
La trayectoria de Nucete Sardi como servidor público incluye los cargos de: director de la Oficina Nacional de Prensa (1936-1937); secretario de la Delegación de Venezuela ante la Liga de las Naciones (1937-1938); inspector General de Consulados (1937-1938); primer secretario de las legaciones de Venezuela en Alemania, Checoslovaquia, Polonia y Rumania (1938-1940); director de Cultura y Bellas Artes del Ministerio de Educación (1940-1944); embajador de Venezuela en la Unión Soviética (1946); dos veces embajador en Cuba (1947-1948 y 1959-1961); embajador acompañante del cardenal Quintero, Arzobispo de Caracas para la toma de posesión de su sede cardenalicia (1961); Gobernador del Estado Mérida (1964-1965); embajador en Bélgica y Luxemburgo (1966-1967) y en Brasil (1968).

#### Embajador en Argentina
En 1958 la Junta de Gobierno presidida por Wolfgang Larrazábal lo designa como embajador en Argentina, al reanudarse las relaciones diplomáticas con este país, rotas el año anterior durante la dictadura de Marcos Pérez Jiménez, por las denuncias del gobierno argentino acerca del asilo dado por Venezuela a Juan Domingo Perón.

#### Diputado en la ANC de 1946
Nucete Sardi fue también electo diputado suplente a la Asamblea Nacional Constituyente de 1946 por el estado Mérida y se mantuvo estrechamente relacionado al movimiento democratizador entre 1936 y 1945. Posteriormente destacó en su férrea lucha contra la dictadura de Pérez Jiménez, además de ser firmante del «Manifiesto de los Intelectuales» que marcó pauta en el camino al derrocamiento del dictador. Por su oposición a la dictadura y lucha democrática le tocó sufrir persecuciones y posteriormente el exilio.

#### Embajador en Cuba
En su labor diplomática fue nombrado dos veces embajador de Venezuela en Cuba. La primera vez llegó en 1947, como parte del ascenso de Rómulo Gallegos a la presidencia de Venezuela (el primero electo por el voto popular directo y secreto), para presenciar la elección de Carlos Prío Socarrás. El derrocamiento del presidente Gallegos no le impidió continuar su labor como Embajador, hasta romper relaciones más adelante, en 1952, cuando Fulgencio Baptista se impuso en el poder tras un golpe de Estado, que derivó en una dictadura. Nucete Sardi regresa nuevamente a La Habana como embajador de Venezuela en 1959 bajo la presidencia de Rómulo Betancourt, dejando atrás la dictadura de Marcos Pérez Jiménez, justo con el triunfo de la revolución cubana de Fidel Castro, en los tiempos de sus dos primeras presidencias: las de Manuel Urrutia Lleó y de Osvaldo Dorticós Torrado, con Fidel Castro como primer ministro. A partir de allí Nucete Sardi maneja una relación en franco deterioro hasta 1961 después de la visita de Fidel Castro a Venezuela. En 1961 se rompen las relaciones diplomáticas entre Cuba y Venezuela, y en 1962 el gobierno de Venezuela promueve la exclusión de Cuba de la Organización de Estados Americanos (OEA), dándose inicio a la Doctrina Betancourt. En 1967 durante el  gobierno de Raul Leoni, del cual Nucete Sardi continuaba siendo embajador y consejero en temas internacionales, además de gobernador del Estado de Mérida, se produce la violación de soberanía por parte del régimen castrista en Venezuela con el desembarco de Machurucuto. En su labor diplomática en Europa durante y después de la Segunda Guerra Mundial, Nucete Sardi fue defensor de los derechos del pueblo judío y posteriormente en la promoción de la creación del Estado de Israel.

### Academia Nacional de la Historia
Ejerció la docencia universitaria. Entre los cargos académicos y culturales desempeñados hay que destacar: Secretario general y Vicepresidente del Ateneo de Caracas, durante varios períodos (1940-1967); Presidente de la Asociación de Escritores Venezolanos (1944-1945); Individuo de número de la Academia Nacional de la Historia a partir del 4 de agosto de 1946. Bibliotecario de la misma Academia (1947); Presidente del Comité de Orígenes de la Emancipación del Instituto Panamericano de Geografía e Historia, con sede en México.
Como conferencista desempeñó una vasta obra divulgadora de la historia y de la literatura venezolana en Nueva York, París, Bruselas, Buenos Aires, Río de Janeiro, La Habana, Tel-Aviv, La Plata y Londres. 

## Homenajes
Su estado natal, Mérida, lo distingue con uno de los bustos de la plaza de los Escritores de su ciudad natal; la parroquia José Nucete Sardi del Municipio Alberto Adriani y el Liceo José Nucete Sardi en la ciudad de Tovar. 

## Obra
- Aventura y tragedia de don Francisco de Miranda (1935).
- Notas sobre la pintura y la escultura en Venezuela (1950).
- Huellas en América (1954).
- La ciudad y sus tiempos (1967).
- De paseo entre libros (1974)
- Tradujo al castellano el quinto tomo de la edición del Ministerio de Educación del Viaje a las regiones equinocciales del Nuevo Continente, de Alejandro de Humboldt (1942); Bosquejo de Caracas de Robert Semple (1964) y varios textos originales sobre la expedición de Miranda de 1806. Fue el autor de la biografías de los próceres venezolanos incluidos en la Enciclopedia Jackson (Buenos Aires, 1956), y en el Diccionario Biográfico de Venezuela, editado por Garrido, Mezquita y Cía (1953).